# Maryana Iskander
Maryana Iskander (àrab: ماريانا إسكندر, Māryānā Iskandar; el Caire, 1 de setembre del 1975) és una empresària social estatunidenca, guanyadora del premi Skoll. És la consellera delegada de Harambee Youth Employment Accelerator, una ONG sud-africana. El setembre de 2021 va ser nomenada directora general de la Fundació Wikimedia.
Maryana Iskander va nàixer al Caire, Egipte, on va viure abans d’emigrar als Estats Units amb la seua família als quatre anys. La família es va establir a Round Rock, Texas. Iskander es va llicenciar en sociologia magna cum laude a la Universitat de Rice, abans de guanyar el seu MSC a la Universitat d'Oxford becada amb la Rodes Scholar, on va fundar l'Associació de Dones de Rhodes. El 2003 es va doctorar a la Facultat de Dret de Yale.
Després de graduar-se a Oxford, Iskander va començar la seua carrera com a associada a McKinsey and Co. Després de graduar-se a la Yale Law School, Iskander va treballar per a Diane P. Wood al Setè Circuit de les Corts d'Apel·lacions de Chicago, Illinois. Posteriorment, va ser assessora del president de la Universitat de Rice, David Leebron. Després de dos anys, Iskander va deixar la seua faena a Rice per a ocupar el paper de directora d’operacions de la Planned Parenthood Federation of America a Nova York. També ha estat consultora d’estratègia per a WL Gore & Associates i com a secretària d’advocats a Cravath, Swaine & Moore a Nova York i Vinson & Elkins a Houston.
Després del seu pas per Planned Parenthood, Iskander va començar a treballar el 2012 com a directora general d'operacions de Harambee Youth Employment Accelerator a Sud-àfrica, esdevenint directora executiva el 2013. Harambee se centra a connectar empresaris amb treballadors primerencs per reduir l'atur juvenil i augmentar la retenció.